# Chelsie Giles
Chelsie Giles (Coventry, 25 de janeiro de 1997) é uma judoca britânica, medalhista olímpica.

## Carreira
Giles esteve nos Jogos Olímpicos de Verão de 2020 em Tóquio, onde participou do confronto de peso meio-leve, conquistando a medalha de bronze após derrotar a suíça Fabienne Kocher.